# Área metropolitana de Pedro Juan Caballero
Se denomina Gran Pedro Juan Caballero  a la conurbación de la localidad paraguaya de Pedro Juan Caballero con 3 localidades del departamento de Amambay, al sur, este y oeste de la misma. 
El área metropolitana de Pedro Juan Caballero está conformado con Zanja Pytá y Cerro Corá, que son consideradas ciudades dormitorios donde mucha gente estudia y trabaja en Pedro Juan Caballero.
Esta zona metropolitana es la 4º aglomeración urbana de Paraguay en cuanto a población se refiere, siendo la aglomeración del Gran Asunción la más grande y poblada del país, seguido de Gran Ciudad del Este y Gran Encarnación.

## Distritos

### Conurbano pedrojuanino
| N.º | Distrito              | Área (km²) | Población (Censo 2022) |
| --- | --------------------- | ---------- | ---------------------- |
| 1   | Pedro Juan Caballero  | 3.698      | 127.437                |
| 2   | Cerro Corá            | 1.451      | 10.690                 |
| 3   | Zanja Pytá            | 529        | 5.419                  |
|     | Total Gran Pedro Juan | 5.678      | 143.546                |